# 根来重明
根来 重明（ねごろ しげあき、慶長10年（1605年）? - 天和2年8月18日（1682年9月19日））は、江戸時代初期の剣術家。伊藤派一刀流の達人。一刀流四世の亀井（伊藤）平右衛門忠雄の弟。通称は八九郎、三左衛門。陸奥国二本松藩の剣術師範を務めたが、後に江戸に出て道場を開き、修練を積んでその技に創意工夫を加え、天心独明流（別名「新流」）を創始。号を独身、独心斎と称す。二本松の根来家（宗家）の初代。なお、重明の家系は、元は平氏、代々、紀伊国に住み、亀井姓を名乗っていたが、重明の父、重堅が根来衆に加わったことから根来を名乗るようになり、二本松では代々根来を姓として現在に至る。

## 家系・出身
重明の代々の先祖は紀伊国に住んでいた。重明の祖父は亀井刑部重次と言い、同国の藤代郡重根の城に居住して織田氏に仕えていたが、重次の息子、右京重堅 (別説では吉重) は、まだ少年であった時に人を殺し、根来寺に駆け込んで根来衆に加わった。成人となって、根来寺のために和泉国岸和田城の合戦に参加したが、根来寺が豊臣秀吉に攻められ焼け落ちたため、徳川氏に仕えるようになる。その後、病気のために職を辞し、回復後、許可なしに蒲生氏郷に仕えたために徳川家の怒りに触れて長く不遇の時を過ごすが、後に赦され松平飛騨守忠隆の家来となった。重堅には3人の息子があり、長男が後に一刀流四世となる亀井（伊藤）平右衛門忠雄、次男が重明であり、さらにその下の弟は与右衛門と言い、将軍家の与力衆の一員であった。

## 経歴
重明は兄の忠雄とともに一刀流の伊藤忠也に学び、先師の印可をことごとく与えられた。忠雄・重明兄弟は将軍徳川家光に召しだされて御前試合を行う予定だったが、家光の死去によって中止となったという。万治元年（1658年）、二本松藩主丹羽光重に仕えることになり、300石を与えられ、藩の師範となった。寛文3年（1663年）、職を辞して江戸に出たが、江戸に出たままで構わないので元の通り藩の師範でいるようにとの命令を受け、月俸を多く与えられることとなった。このころ名を改めて独身と号する。剣術家として有名となり、多くの弟子を養成したが、技に自らの創意工夫を加え、従来の剣術と区別するため、天心独明流と称することにした。享年は61と78という2つの説がある。法号は、感光院殿忍誉一点独身照哲居士。その碑が、二本松市の根来家菩提寺である台運寺内にある。

## 根来家のその後
重明の後、二本松の根来家は、重明の息子の系統である宗家（八九朗家）と、重明の娘（実は養女で、重明の弟である与右衛門の娘）を娶り根来の姓を名乗ることを許された伝右衛門正勝（元の姓は穂積）の系統である分家（伝右衛門家）に分かれて存続し、代々、藩の剣術指南や軍事関係の職を担うこととなる。戊辰戦争の時の悲劇で知られる、二本松少年隊の一人、根来梶之助は、八九朗家の人間である。君主を諌めて投獄され獄中で食を断って亡くなった根来正成（別説では正興）は、中山義秀の小説「残照」などにも取り上げられて有名だが、伝右衛門家の系統に属する。また、文人として有名な高橋太華も、伝右衛門家に属する根来正緩（二本松藩剣術指南）の息子であるが、父親の死後、母方の姓である高橋を名乗った。